# Sašo Dolenc

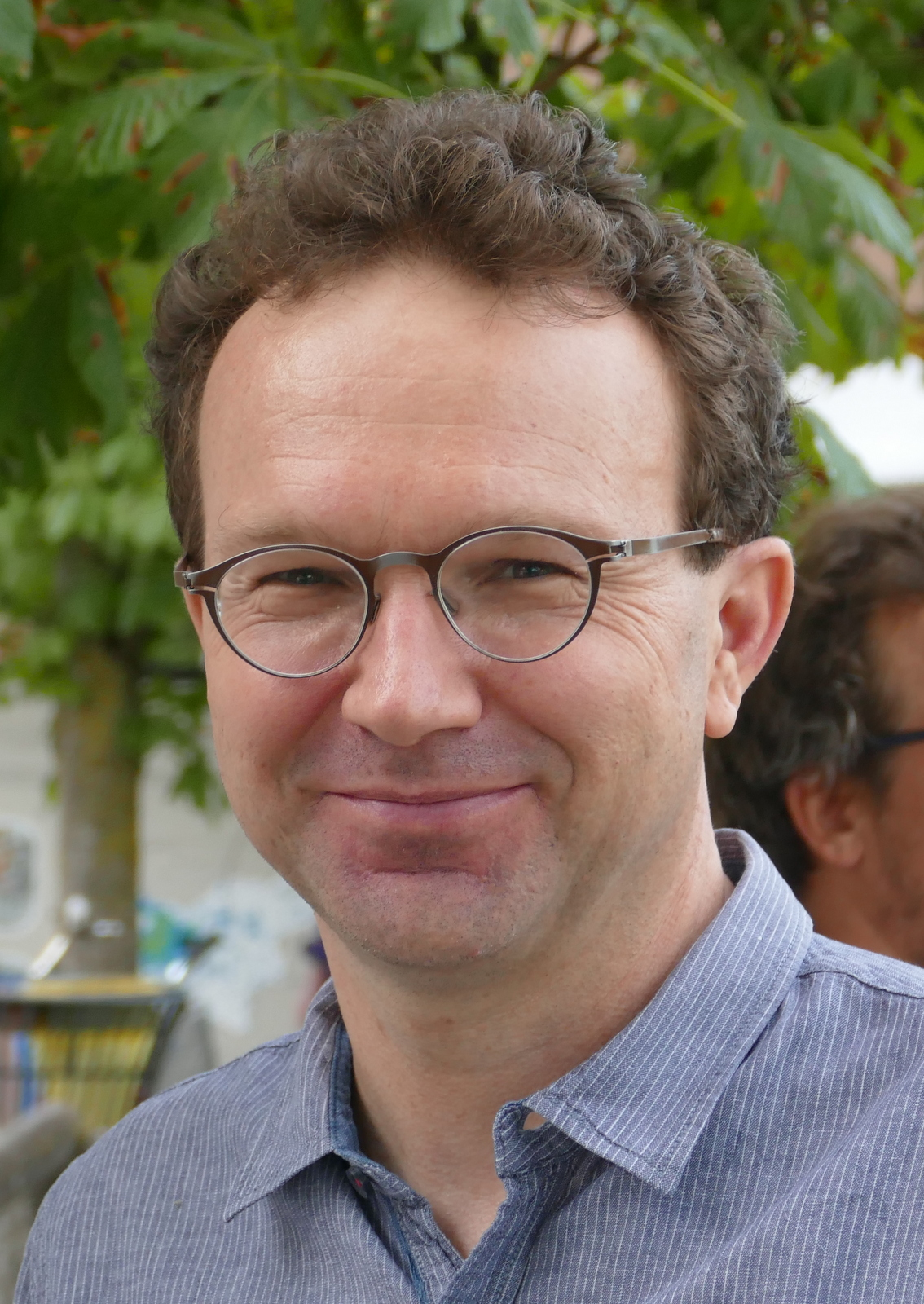
Sašo Dolenc

Sašo Dolenc (* 1973) ist ein slowenischer Physiker, Philosoph, Redakteur, Autor und Publizist.

## Leben und Werk
Sašo Dolenc studierte Physik und Philosophie an der Universität Ljubljana, wo er 2002 sein Doktorat abschloss. Danach hielt er Vorlesungen an verschiedenen Fakultäten der Universität Ljubljana und der Universität Primorska in Koper und war Herausgeber von zwei Ausgaben der Zeitschrift Proteus der Naturwissenschaftlichen Gesellschaft Sloweniens. Heute ist der Wissenschaftler in verschiedenen Bereichen tätig, unter anderem hat er eine Teilzeitanstellung am Institut für Kriminologie der Rechtswissenschaftlichen Fakultät in Ljubljana, ist seit 2010 einmal monatlich in der Wissenschafts-Radiosendung Frekvenca X des Radiosenders Val 202 zu hören und schreibt eine Kolumne für die slowenische Tageszeitung Delo. In seinen populärwissenschaftlichen Beiträgen verfolgt er stets das Ziel, Wissenschaft in einfacher Sprache mit lebensnahen Bespielen und Geschichten einem breiteren Publikum zugänglich zu machen.
Aus diesem Grund ist er auch Leiter und Mitbegründer des Internet-Magazins für Populärwissenschaft Kvarkadabra, das sich einfach verständlichen und ansprechenden Erklärungen wissenschaftlicher Phänomene für ein nicht wissenschaftliches Publikum verschrieben hat und für seine Bemühungen auch für den europäischen Descartes-Preis für Wissenschaftskommunikation nominiert wurde. Zahlreiche Inhalte werden auch in englischer Sprache veröffentlicht. Die Mitarbeiter der 1997 gegründeten Plattform stammen aus den Bereichen Physik, Philosophie und Biologie und verstehen sich als „Gesellschaft zum Dolmetschen von Wissenschaft“ (slow. Društvo za tolmačenje znanosti). Dolenc hat auf der Website bereits über 1200 Einträge zu Themen wie künstliche Intelligenz, herausragende Persönlichkeiten der Wissenschaftsgeschichte, Glaubwürdigkeit und Integrität der Wissenschaft etc. veröffentlicht sowie sich in Zeiten der Covid-19-Pandemie auch mit aktuellen Problematiken wie Distance-Learning, der Funktionsweise neuer Impfstoffe und ethischen Problemen beschäftigt. Zudem erscheint auf der Homepage seit Jänner 2019 wöchentlich der nach einem von Dolenc’ Werken benannte Wissenschafts-Podcast Od genov do zvezd („Von den Genen zu den Sternen“), der auch auf der Plattform Spotify angehört werden kann.
Sašo Dolenc war eine der treibenden Kräfte bei der Etablierung des Zivilgesellschaftlichen Monitors der Ethik in den Wissenschaften (slowenisch Civilnodružbeni monitor etike v znanosti) in Slowenien. In diesem Zusammenhang organisierte er gemeinsam mit Kollegen zahlreiche öffentliche Veranstaltungen, auf denen Wissenschaftler, Journalisten und Politiker über Ethik und Wissenschaft in Slowenien diskutierten. Zudem war er von 2010 bis 2014 Mitglied des Ausschusses für Wissenschaft und Technologie der Republik Slowenien und gehörte von 2018 bis 2022 der Kommission für Gleichberechtigung in der Wissenschaft an. Für den Zeitraum 2022–2025 wurde er zum Mitglied der World Commission of the Ethics of Scientific Knowledge and Technology (COMEST) der UNESCO ernannt.
Bereits für seine Diplomarbeit aus dem Bereich Atomphysik wurde Dolenc mit dem Prešeren-Preis für Studierende ausgezeichnet. 2006 folgte für seine populärwissenschaftlichen Artikel die Auszeichnung Prometej znanosti („Prometheus der Wissenschaften“) für ausgezeichnete Kommunikation in den Wissenschaften von der slowenischen Wissenschaftsstiftung und 2007 der Preis futurum für innovativen Journalismus. 2016 erhielt er für sein Werk Od genov do zvezd schließlich den Zlata hruška-Preis („Goldene Birne“) für das ausgefallenste slowenische Jugendlehrbuch und 2019 wurde er von der Slowenischen Wissenschaftsstiftung als Komunikator znanosti („Kommunikator der Wissenschaft“) ausgezeichnet. Seine englischen Bücher How old is Time, The genius who never existed und The man who counted infinity wurden auf Amazon bereits über 30.000-mal heruntergeladen.

## Publikationen
Dolenc veröffentlichte bisher (Stand November 2022) 13 Bücher und über 400 wissenschaftliche Essays, in denen er sich mit dem Zusammenspiel von Wissenschaft, Philosophie und der Geschichte von Ideen beschäftigt.

### Populärwissenschaftliche Publikationen in englischer Sprache
- The man who counted infinity. And other short stories from science, history and philosophy. 2012. Ljubljana: Kvarkadabra.
- The genius who never existed. And other short stories from science, history and philosophy. 2014. Ljubljana: Kvarkadabra.
- How old is time? Short stories from science, history and philosophy. 2018. Ljubljana: Karkadabra.

### Populärwissenschaftliche Publikationen in slowenischer Sprache
- Darwinova nevarna ideja. In druge zgodbe o vesoljih, ljudeh in molekulah. 2006. Ljubljana: Kvarkadabra.
- Nove kratke zgodbe o skoraj vsem. O možganih, idejah in ljudeh. 2010. Ljubljana: Kvarkadabra.
- Kratke zgodbice o skoraj vsem. 2011. Ljubljana: Kvarkadabra.
- Kaj je znanost? Poročilo o stanju vednosti v dobi interneta. 2011. Ljubljana: Kvarkadabra.
- Kako ustvariti genija. In druge kratke zgodbice o skoraj vsem. 2012. Ljubljana: Kvarkadabra.
- Kratke zgodbe o skoraj vsem. 4. zvezek. 2013. Ljubljana: Kvarkadabra.
- Od genov do zvezd. Osupljive zgodbe iz sveta znanosti. 2015. Ljubljana: Cankarjeva založba.
- Kratke zgodbe o skoraj vsem. O zvezdah, genih in atomih. 2016. Ljubljana: Kvarkadabra.
- Vesolje zgodb. Eseji o znanosti. 2017: Kvarkadabra.
- Od genov do zvezd in naprej. 2019. Ljubljana: Cankarjeva založba.